# Penama
Penama ist eine Provinz des südpazifischen Inselstaats Vanuatu. Sie liegt südlich der ebenfalls zu Vanuatu zählenden Provinzen Torba, östlich von Sanma und nördlich von Malampa.

## Benennung
Wie bei allen (der insgesamt sechs) Provinzen von Vanuatu leitet sich auch die Bezeichnung Penama von den Namen der in der Region gelegenen Hauptinseln bzw. Inselgruppen, hier von Pentecost, Ambae und Maewo, ab.

## Inseln
Liste der Inseln und Inselgruppen der Provinz Penama.
| Inselname | Aliasname | Koordinaten           | Einwohner 2015 | Anmerkung |
| --------- | --------- | --------------------- | -------------- | --------- |
| Pentecost |           | 15° 44′ S, 168° 12′ O | 18.809         |           |
| Ambae     | Aoba      | 15° 23′ S, 167° 50′ O | 11.061         |           |
| Maewo     | Aurora    | 15° 09′ S, 168° 07′ O | 3.836          |           |

## Bevölkerung
Die Provinz zählte 2015 rund 33.700 Einwohner, bei einer Landfläche von 1198 km². Die Provinzhauptstadt Saratamata liegt im Osten von Ambae.